# The Complete Picture - The Very Best of Deborah Harry and Blondie
The Complete Picture - The Very Best of Deborah Harry and Blondie è un album del gruppo Blondie pubblicato nel 1991.

## Tracce
1. Heart of Glass (Faded The Best of Blondie Version) (Harry, Stein) - 3:58
2. I Want That Man (Bailey, Currie) - 3:41
3. Call Me  (Harry, Moroder) - 3:28
4. Sunday Girl (Stein) - 3:02
5. French Kissin' in the USA (Album Version) (Lorre) - 5:10
6. Denis (Levenson) - 2:18
7. Rapture  (The Best of Blondie Version) (Harry, Stein) - 5:33
8. Brite Side (Harry, Stein) - 4:34
9. I'm Always Touched by Your) Presence, Dear (Valentine) - 2:41
10. Well Did You Evah! (Porter) - 3:27
11. The Tide Is High (Album Version) (Barrett, Evans, Holt) - 4:35
12. In Love with Love (Album Version) (Harry, Stein) - 4:30
13. Hanging on the Telephone (Lee) - 2:22
14. Island of Lost Souls (7" Edit) (Harry, Stein) - 3:49
15. Picture This (Destri, Harry, Stein) - 2:56
16. Dreaming (Harry, Stein) - 3:03
17. Sweet and Low  (Phil Harding Single Mix) (C., Harry)  - 4:18
18. Union City Blue (Harrison, Harry) - 3:20
19. Atomic (Album Version) (Destri, Harry) - 4:38
20. Rip Her to Shreds (Harry, Stein) - 3:19

## Classifiche
| Paese         | Posizione più alta |
| ------------- | ------------------ |
| Australia     | 6                  |
| Nuova Zelanda | 1                  |
| Paesi Bassi   | 42                 |
| Regno Unito   | 1                  |